# Maimuna bovierlapierrei
Maimuna bovierlapierrei är en spindelart som först beskrevs av Kulczynski 1911.  Maimuna bovierlapierrei ingår i släktet Maimuna och familjen trattspindlar. Inga underarter finns listade i Catalogue of Life.